# 单襄公
单襄公（？—？），春秋时期单国国君。鲁成公元年（前590年）春，晋景公派瑕嘉告知王室平戎之事，单襄公到晋国拜成。鲁成公二年（前589年），晋景公派士庄伯巩朔到王室对齐国的鞌之战献捷，周定王不见，派单襄公推辞，王命伐蛮夷戎狄，则有献捷。王命伐兄弟甥舅，告事而已，不献其功（天子称呼晋侯叔父，称呼齐侯舅父）。
鲁成公十一年（前580年）秋，晋国郤至与周鄇争田，周简王命刘康公、单襄公讼之于晋国。郤至说：“温地，是我的封邑，不能失去。”刘康公、单襄公说：“当初周克商，使诸侯抚封，苏忿生以温地为司寇，与檀伯达封在黄河。苏氏即狄，又不能于狄而奔卫。周襄王慰劳晋文公把温地赐给晋国，先后为晋国大夫狐氏、阳氏和郤氏的封邑。若考问其故，是天子王官之邑，子安得之？”晋厉公命郤至不要争了。
鲁成公十六年（前575年）十二月，晋厉公派郤至到王室对楚国的鄢陵之战献捷，对单襄公交谈，非常自负。单襄公说温季离灭亡不远了。鲁成公十七年（前574年）夏五月，郑国太子髡顽、侯孺到楚国为人质，楚国公子成、公子寅戍守郑国。鲁成公、尹武公、单襄公随诸侯伐郑国。
| 前任： 單伯 | 单国国君 — | 繼任： 单顷公 |